# Elezioni politiche in Italia del 1880
Le elezioni politiche in Italia del 1880 si sono svolte il 16 maggio (1º turno) e il 23 maggio (ballottaggi) 1880.

## Risultati
| Liste                | Voti    | %    | Seggi |
| -------------------- | ------- | ---- | ----- |
| Ministeriali         | 167.303 | 46,7 | 238   |
| Opposizione          | 74.158  | 20,7 | 105   |
| Estrema              | 6.090   | 1,7  | 9     |
| Altri                | 110.341 | 30,8 | 156   |
| Totale               |         | 100  | 508   |
| Schede bianche/nulle |         | 2,8  |       |
| Votanti              | 358.250 | 62,6 |       |
| Elettori             | 622.743 |      |       |